# Monoblepharella laruei
Monoblepharella laruei är en svampart som beskrevs av Springer 1945. Monoblepharella laruei ingår i släktet Monoblepharella och familjen Gonapodyaceae.   Inga underarter finns listade i Catalogue of Life.